# Daolkesberg

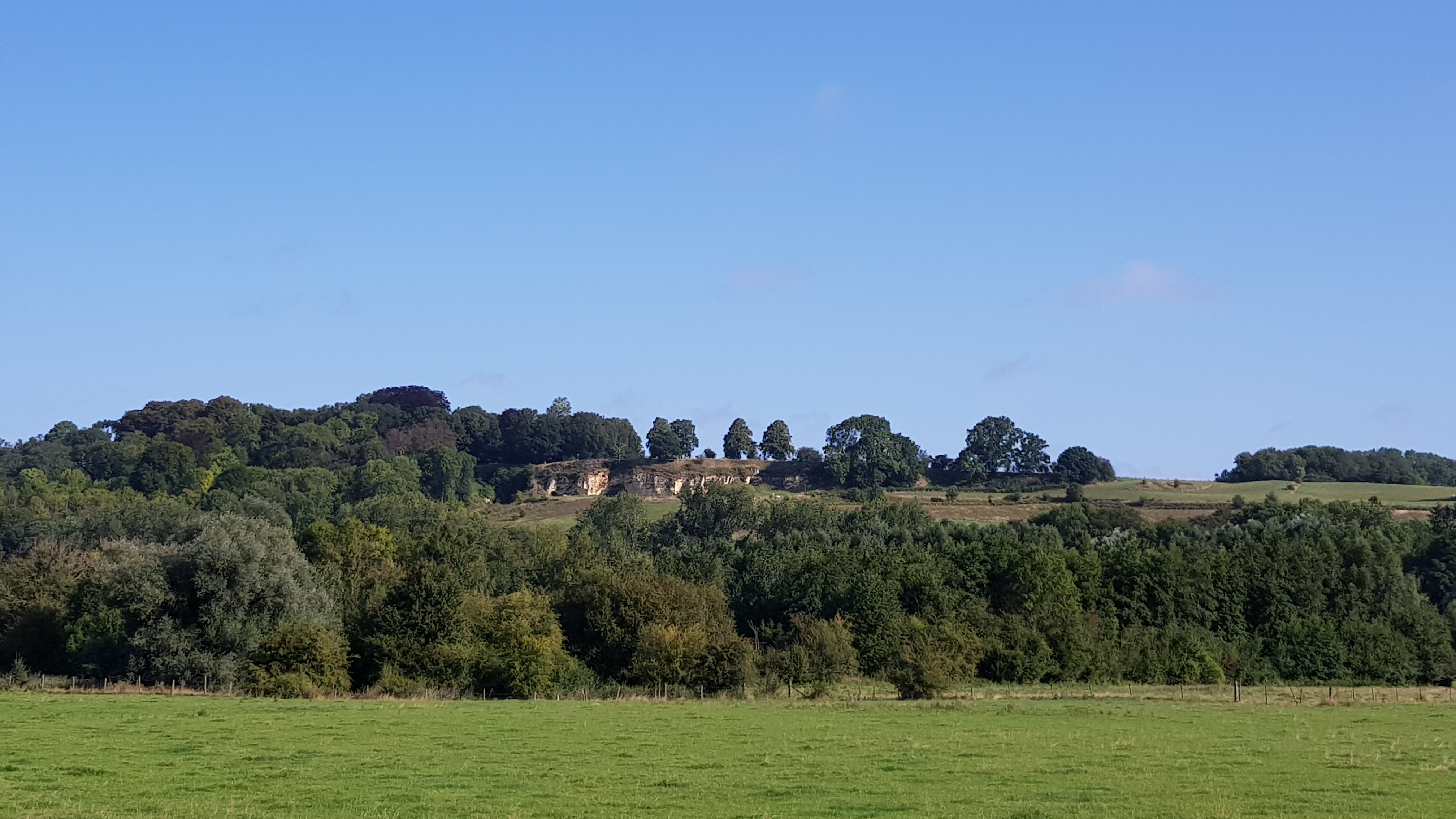
Zicht op de Daolkesberg vanuit het Geuldal in het zuiden

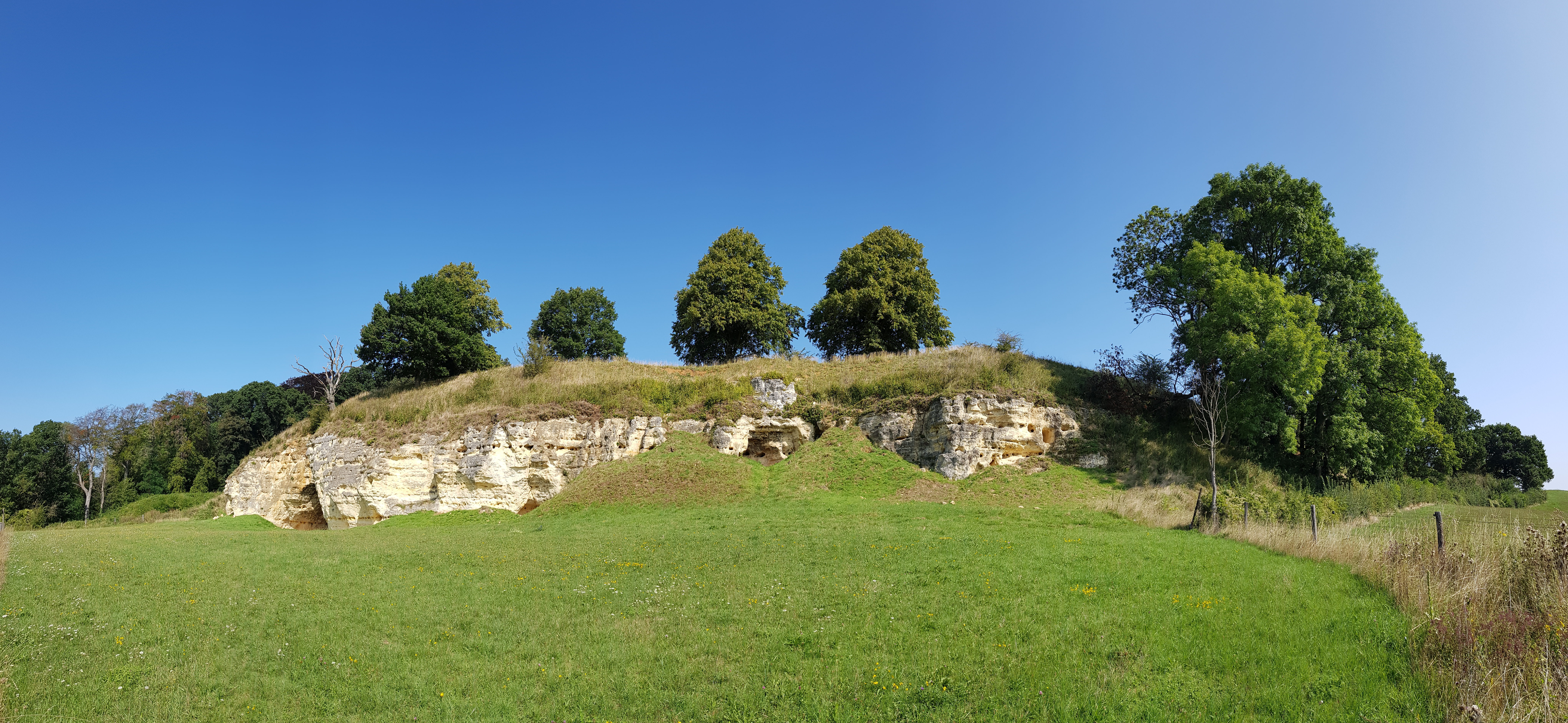

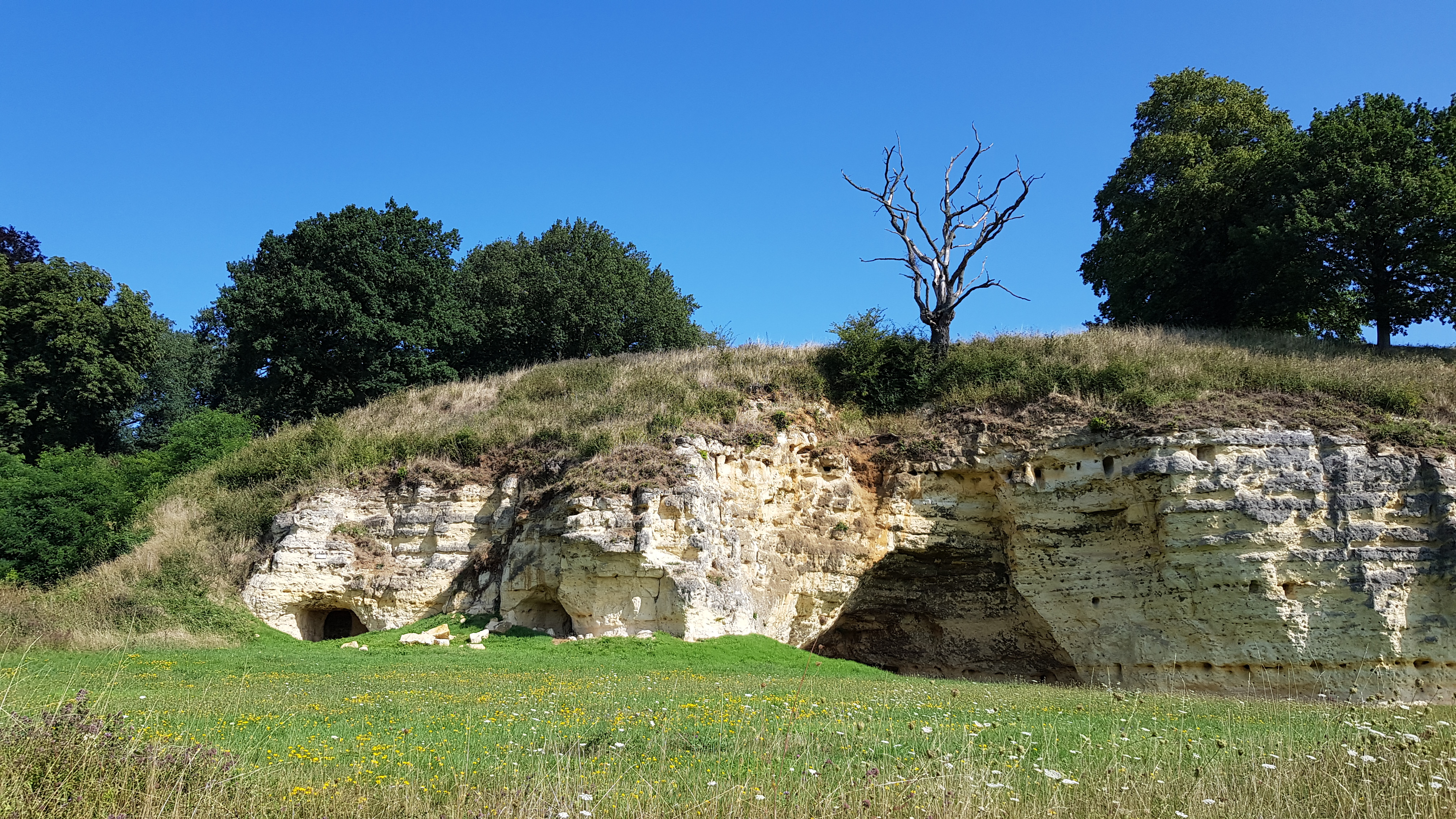
enkele van de groeves

De Daolkesberg, Däölkesberg of Dölkensberg is een heuvel in Nederlands Zuid-Limburg in de gemeente Valkenburg aan de Geul. De heuvel ligt ten noorden van Oud-Valkenburg, ten noordwesten van Schin op Geul en ten zuidwesten van Walem.
De Daolkesberg is het meest oostelijke deel van de Schaelsberg in het uiterste zuidoosten van het Centraal Plateau. Aan de voet van de helling stroomt de rivier de Geul en ligt het Geuldal. De Daolkesberg heeft een hoogte van ongeveer 123 meter boven NAP en steekt daarmee ongeveer 45 meter uit boven het Geuldal.
De Daolkesberg is goed zichtbaar vanuit het Geuldal door de gele verticale kalkstenen bergwand. De bergwand bestaat uit ongeveer acht holtes die gebruikt zijn voor de kalksteenwinning, waarbij een van die holtes aangeduid wordt als de abri. De meest linker (westelijke) groeve wordt aangeduid als de grot.
Ten westen van de Daolkesberg ligt op de Schaelsberg de Kluis op de Schaelsberg met de kruiswegstaties. Aan de zuidzijde ligt aan de voet van de heuvel de Kalkoven Schaelsberg vlak bij de spoorlijn Aken - Maastricht.
Het gebied is voor een groot deel eigendom van de Vereniging Natuurmonumenten.

## Geschiedenis
Omstreeks 1440 vond er hier al waarschijnlijk kalksteenwinning plaats.
In 1979 werden in een abri door een archeoloog enkele vuurstenen artefacten gevonden.
Van 1989 tot 2003 werd een van de groeves als groevewoning gebruikt door de in 2003 overleden Frans Marx.
In 2009 vond in een abri archeologisch onderzoek plaats om te zien of deze overwelving gebruikt werd als abri, een plaats waar prehistorische mensen schuilden voor de winterse kou en sneeuw.

## Geologie
Aan de voet van de helling van de Daolkesberg bevindt zich bij de Geul de Kalksteen van Lanaye uit de Formatie van Gulpen met de Horizont van Lichtenberg. In de Groeve bij de Drie Beeldjes aan de voet van de heuvel is Kalksteen van Valkenburg zichtbaar met harde en zachte kalksteenbanken van de Kunrader kalksteen. Boven de Horizont van Lichtenberg bevinden zich achtereenvolgens de Kalksteen van Valkenburg, Kalksteen van Gronsveld en Kalksteen van Schiepersberg, alle uit de Formatie van Maastricht. In het bovenste deel van deze kalksteenlagen ligt de abri en zijn er verschillende kalksteengroeves uitgehouwen in de rotswand. Ongeveer twee meter boven het vloeroppervlak van de abri bevindt zich de Horizont van Romontbos met daarboven nog eens tweeënhalve meter van de Kalksteen van Emael. Daarop ligt een grindpakket van het Laagpakket van Sibbe behorend tot de Formatie van Beegden.
De kalksteen uit de Formatie van Maastricht heet hier ter plaatse Schaelsberg Kalksteen en is een overgang van de zachtere zandige kalksteen van Maastricht naar de hardere Kunrader kalksteen.
Aan de noordzijde van de heuvel loopt de Schin op Geulbreuk.